# Tatiana Silva
Pour les articles homonymes, voir Silva.
Tatiana Silva est une animatrice de télévision, présentatrice météo et mannequin belge, née le 5 février 1985 à Molenbeek-Saint-Jean dans la Région de Bruxelles-Capitale.
Ex-reine de beauté, elle travaille tout d'abord en tant que mannequin. Elle est élue Miss Belgique 2005 avant de faire carrière à la télévision. Elle officie comme présentatrice météo pour les chaînes françaises TF1 et LCI et présente des magazines sur TF1, TMC et TFX. Elle exerce également à la télévision belge.
Elle est ambassadrice d'UNICEF France.

## Biographie

### Famille et enfance
Son père, un Cap-Verdien, lutte pour l'indépendance de son pays avant de partir pour le Mozambique. Il rejoint ensuite la Belgique, bien que le pays accueille à l'époque peu de personnes originaires de ces régions, et y poursuit des études de prothésiste. Il est accompagné de sa femme, Crisalida, et de leurs deux premiers enfants, Solange et Victor.
Tatiana Silva Braga Tavares naît vingt ans après ses aînés à Molenbeek-Saint-Jean à Bruxelles. Ses parents divorcent et la jeune fille vit une enfance modeste, sa mère enchaîne les petits emplois, son père retourne au Cap-Vert. En 1999, alors qu'elle a 14 ans, sa mère est atteinte d'un cancer. Elle décède deux ans plus tard. Ne souhaitant alors pas rejoindre son père au Cap-Vert, elle décide de rester en Belgique où elle perçoit le revenu d'intégration sociale (CPAS), et est également aidée financièrement par son frère. Elle termine ses études secondaires puis commence à gagner sa vie avant de se présenter au concours de Miss Bruxelles.

### Carrière

#### Miss Belgique
Le 12 décembre 2004, au casino d'Ostende, Tatiana Silva Braga Tavares, Miss Bruxelles, est élue Miss Belgique 2005 à l'âge de 19 ans. Elle participe ensuite à plusieurs concours internationaux : à l'élection de Miss Europe 2005 qui a lieu à Paris le 12 mars 2005, retransmise en direct sur TF1 et présentée par Jean-Pierre Foucault et Adriana Karembeu. Ensuite, elle est candidate au concours Miss Monde le 10 décembre 2005 à Sanya en Chine. En juillet 2006, bien que n'étant plus la Miss Belgique en titre, elle représente le pays au concours Miss Univers 2006 à Los Angeles (États-Unis) où elle est présentée à Donald Trump qui dirige alors l'organisation.

#### Études, mannequinat et autres activités
Après son année de règne, Tatiana Silva travaille, en 2006, au cabinet du ministre de la Coopération au développement, Armand De Decker. Elle commence un debut d'études en sciences politiques à l'université libre de Bruxelles, puis tient surtout un magasin de prêt-à-porter dans la province d’Anvers.
À côté de ces activités, elle continue sa carrière de mannequin (entre autres à l'accueil du grand magasin Caméléon de Woluwe-Saint-Lambert, dans la région de Bruxelles).

#### Télévision
En 2006, Tatiana Silva travaille pour la chaîne AB3 en commentant l'émission de téléréalité Miss Swan.
Elle est repérée par la présentatrice météo Marie-Pierre Mouligneau, qui lui fait passer une audition. En décembre 2009, Tatiana Silva assure sa première prestation en tant que « Miss Météo » sur la chaîne publique belge francophone, RTBF. C'est la première Miss Belgique à travailler pour la chaîne publique, la plupart des anciennes Miss Belgique travaillant pour la chaîne privée RTL-TVi.
En 2010, Tatiana Silva participe à la téléréalité Expeditie Robinson 20, un jeu de survie en milieu tropical ; elle va jusqu'en finale. En Belgique, ce jeu est diffusé par la chaîne néerlandophone 2BE.
Elle rejoint la chaîne française M6 en 2013 pour présenter à compter du 25 mars, les bulletins météo de la chaîne, en alternance avec Laurence Roustandjee et Cali Morales. Elle présente avec Jean-Louis Lahaye un bétisier pendant l'été 2013 sur la RTBF (chaîne belge).
De septembre 2014 à février 2017, elle présente certains bulletins météo sur TV5 Monde.
Elle rejoint les chaînes françaises TF1 et LCI pour y présenter la météo à compter du 10 mars 2017, en remplacement de Catherine Laborde.
À l'automne 2017, elle participe à la huitième saison de l'émission Danse avec les stars sur TF1, aux côtés du danseur Christophe Licata ; elle termine troisième de la compétition.
En 2018, elle est chroniqueuse dans l'émission culinaire Max et Vénus sur la RTBF en Belgique.
En septembre 2018, en plus de la météo sur TF1, elle succède à Carole Rousseau à la présentation du magazine 90' Enquêtes sur TMC ; elle commence les enregistrements fin août 2018.
Le 22 décembre 2018, elle coanime avec Valérie Damidot et Laurent Mariotte Le Merveilleux Village de Noël sur TF1.
En 2018-2019, elle présente, en première partie de soirée sur TFX Les Ultimes Aventuriers, un magazine consacré à des personnes aux métiers extrêmes ou ayant vécu des sensations fortes.
Depuis mars 2019, elle présente le dimanche à 16 heures sur TF1, Les Docs du week-end en alternance avec Karine Ferri le samedi à la même heure.
En 2020, elle joue dans l'épisode Disparition au lycée de la série Joséphine, ange gardien dans lequel elle incarne Ariane, une coach sportive proche et autoritaire.

## Vie privée
À partir de juin 2011, elle partage sa vie avec le chanteur belge Stromae. Le couple met fin à la relation en septembre 2012. En 2017, elle déclare : « Nous avons vécu une merveilleuse histoire. Stromae est une belle personne et nos échanges ont été incomparables ».
À l'automne 2017, un magazine publie des photos révélant qu'elle entretient une relation discrète avec son jeune médecin,,. Le 22 août 2024, elle annonce lors de Bonjour ! La Matinale TF1 être enceinte de son premier enfant, auquel elle donne naissance le 26 janvier 2025.

## Émissions de télévision

### Présentatrice
- 2006 : Miss Swan sur AB3 : commentatrice
- 2009-2017 : Météo sur RTBF
- 2013-2017 : Météo, sur M6
- 2013 : Bêtisier, avec Jean-Louis Lahaye, sur RTBF
- 2014-2017 : Météo, sur TV5 Monde
- Depuis 2017 : Météo, sur TF1 et LCI
- 2018 : Max et Vénus, sur RTBF : chroniqueuse
- Depuis 2018 : 90' Enquêtes, sur TMC
- 2018 : Le Merveilleux Village de Noël, avec Valérie Damidot et Laurent Mariotte, sur TF1
- 2018-2019 : Les Ultimes Aventuriers sur TFX
- Depuis 2019 : Les Docs du week-end sur TF1
- 2020-2023 : Exclusif sur RTL TVI
- 2020 : Toubibs sur RTL TVI
- 2021 : CRS de l'autoroute : leur vie à grande vitesse sur TMC
- 2022 : Nikos en vrai, à l'ombre des lumières sur TMC
- 2023 : Les mardis de la planète sur RTBF

### Candidate / participante
- 2004 : Miss Belgique 2005 sur RTBF : gagnante
- 2005 : Miss Europe 2005 sur TF1 : candidate représentante de la Belgique
- 2006 : Miss Univers 2006 sur Paris Première : candidate représentante de la Belgique
- 2010 : Expeditie Robinson 20 sur 2BE : candidate
- 2017 : Danse avec les stars (saison 8) sur TF1 : candidate
- 2024 : Drag Race Belgique (saison 2) sur Tipik : juge invitée
- 2025 : Le Grand Concours sur TF1 : candidate

## Discographie
Elle a sorti un single en 2008 intitulé I Can't Wait, une reprise de Nu Shooz.

## Filmographie
- 2020 : Joséphine, ange gardien, épisode 95 : Disparition au lycée : Ariane

## Publication
- Tout commence par soi, éditions Albin Michel, 2021, 192 p.  (ISBN 978-2-226-46455-2) Autobiographie dans laquelle Tatiana aborde les thèmes de la solitude, du sentiment d'imposture, de la quête de soi, du temps, de la foi, de la gratitude et de l'authenticité.